# Sågverk

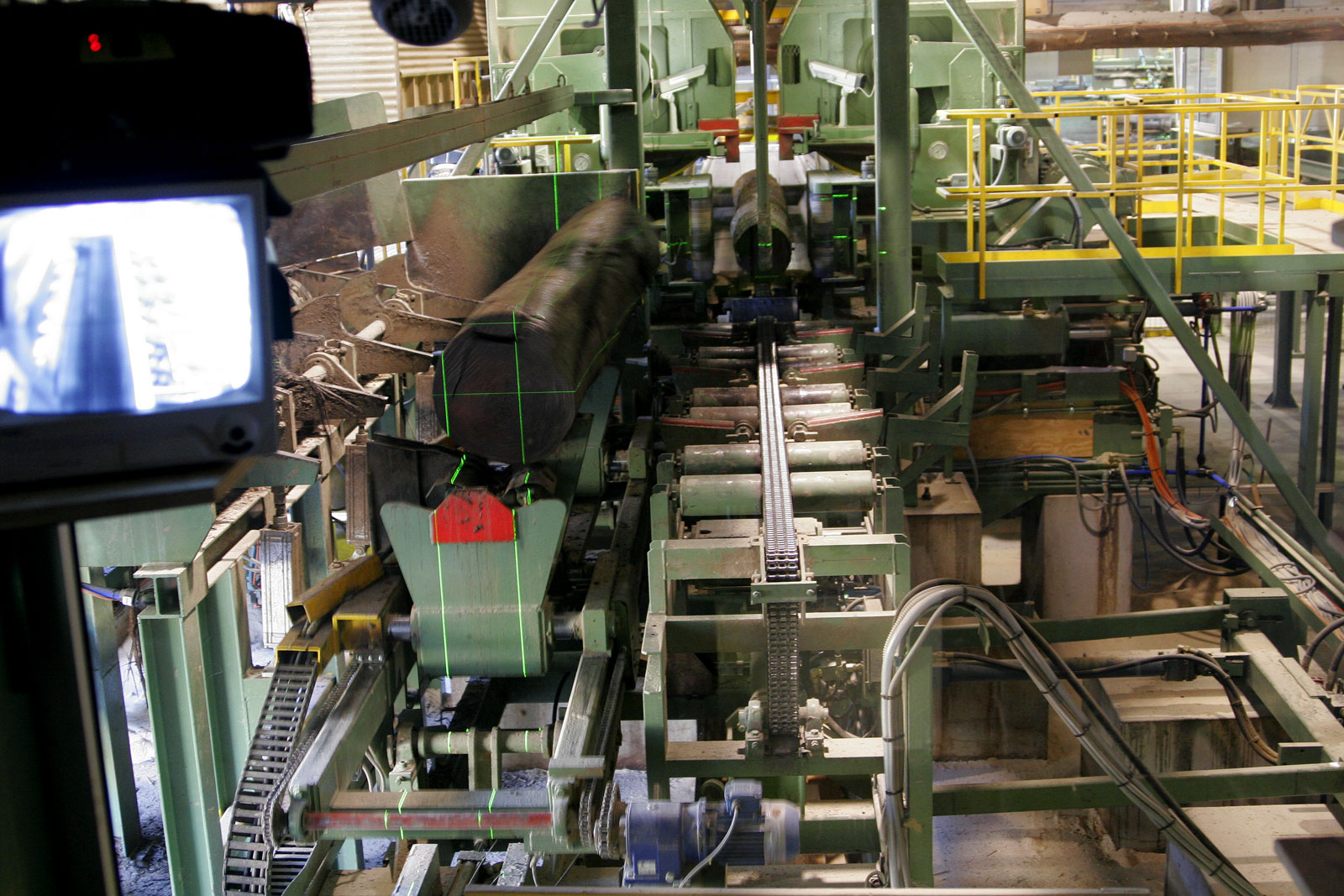
sågverk med laser

Ett sågverk är en skogsindustriell anläggning för uppsågning av timmer till trävaror som plank och brädor.
Företagsklimatet i Sverige har sedan 1960-talet gjort att de mindre cirkelsågverk som var vanligt förekommande i det närmaste har försvunnit. Trots tendenser mot större produktionsanläggningar står fortfarande de så kallade köpsågverken, små och mellanstora sågverk som inte äger egen skog, för två tredjedelar av Sveriges produktion och export av sågade trävaror.

## Stockens förberedning

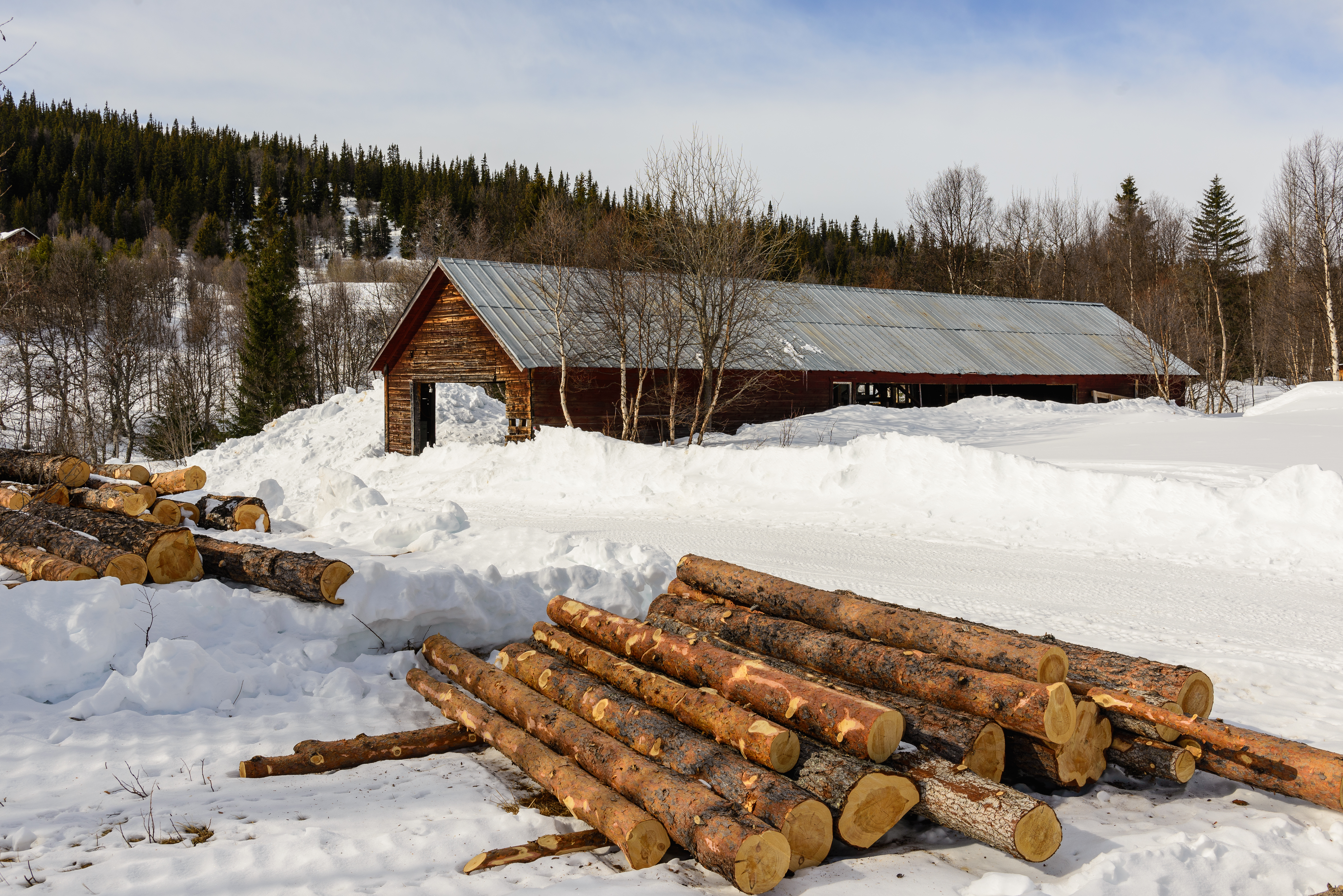
Timmer utanför ett småskaligt sågverk i Ljungdalen.

Stockarna lagras före sönderdelning med intakt bark. Denna skyddar virket mot uttorkning och timret bevattnas för att hindra skadeinsekter att föröka sig under barken. Timret barkas före sönderdelning för att flisen från sågverket därefter ska vara fri från bark och därmed kan säljas till pappersindustrin. Reducerarens uppgift är att "fräsa" de rundade sidorna så att timret blir ett fyrkantigt block – här får man inga ytor. I vissa sågverk rationaliseras kantverket bort genom att kanterna reduceras bort innan delningssågen.

## Sönderdelningstekniker
I svensk sågverksindustri används fyra olika sönderdelningstekniker: ramsåg, reducersåg, bandsåg och cirkelsåg.
De vanligaste förekommande är cirkelsåg och bandsåg. Reducersågen kan inte användas som enda såg utan är kombinerad med någon av de andra metoderna. Fördelen med bandsågarna i jämförelse mot cirkelsågarna är att det blir tunnare sågsnitt med en bandsåg och att man kan såga grövre dimensioner av stockar. En modern cirkelsåg har flera sågklingor på samma axel som ställs in i förhållande till varandra för olika sågutbyte beroende på stockens dimension och längd. Ramsågen är en sågteknik som ej kommer till användning i större utsträckning i den moderna sågverksindustrin, på grund av att det är en långsammare sågmetod.

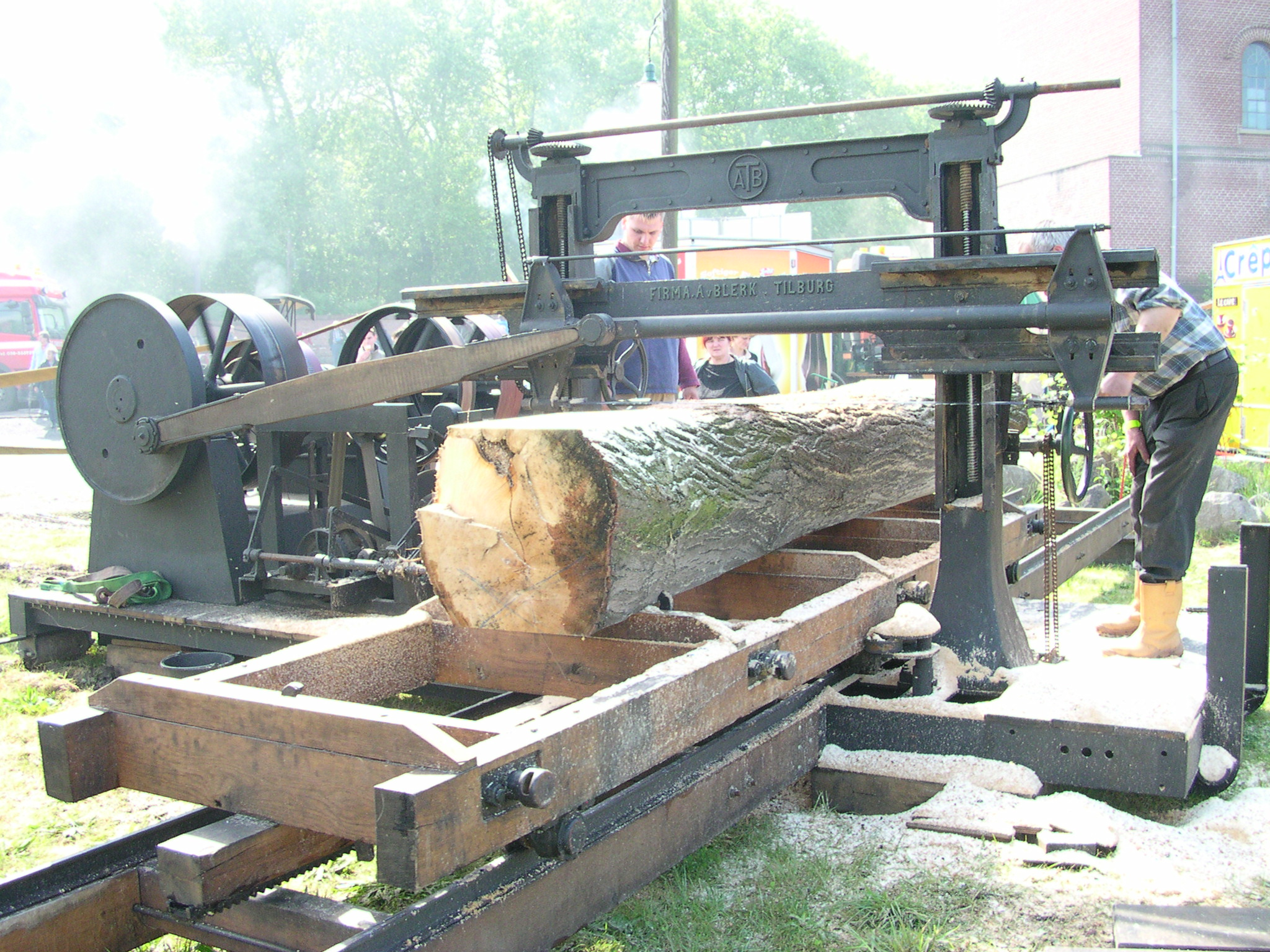
Blocksåg av äldre modell

## Sågmetoder

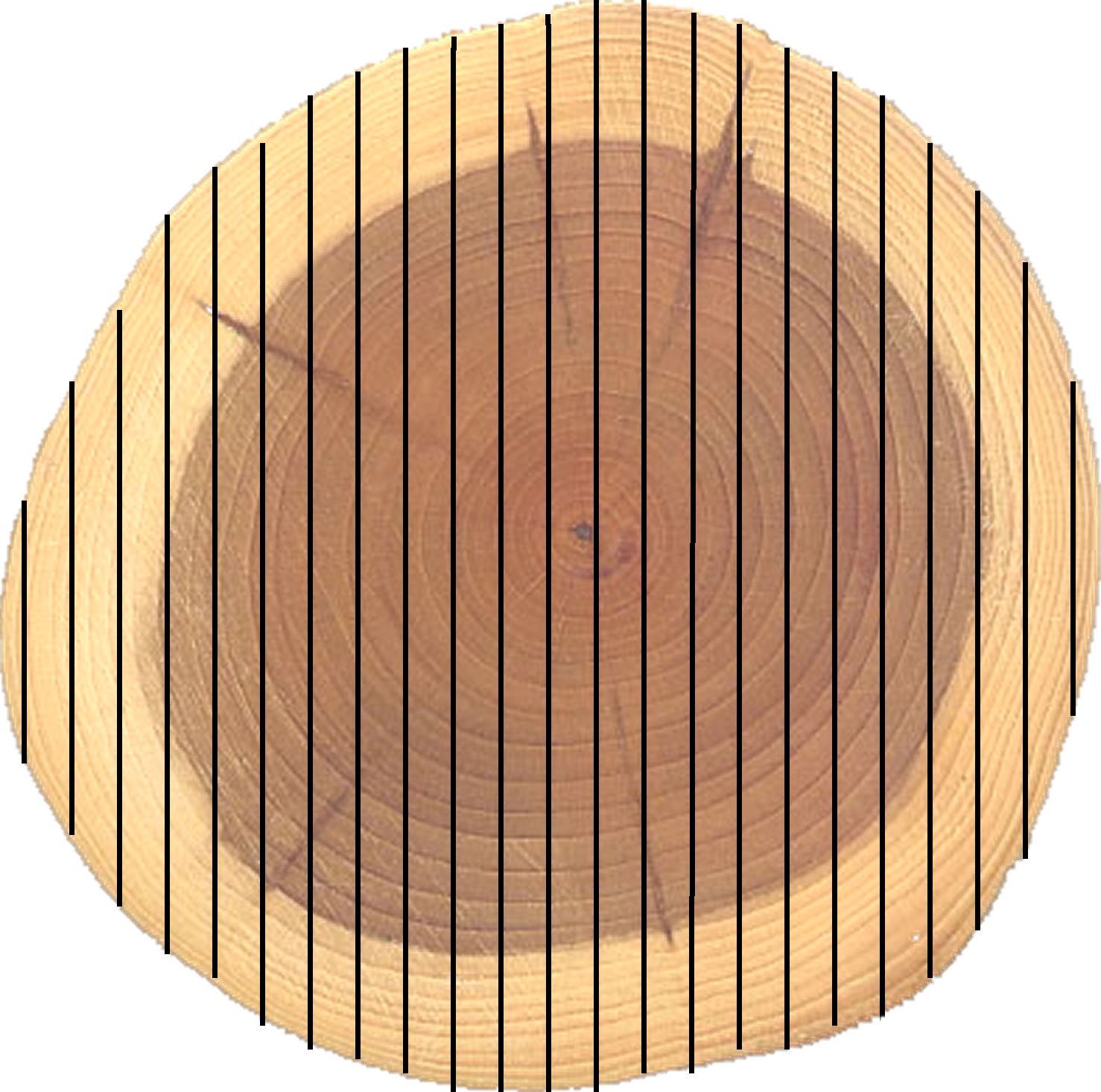
Metod genomsågning eller blocksågning

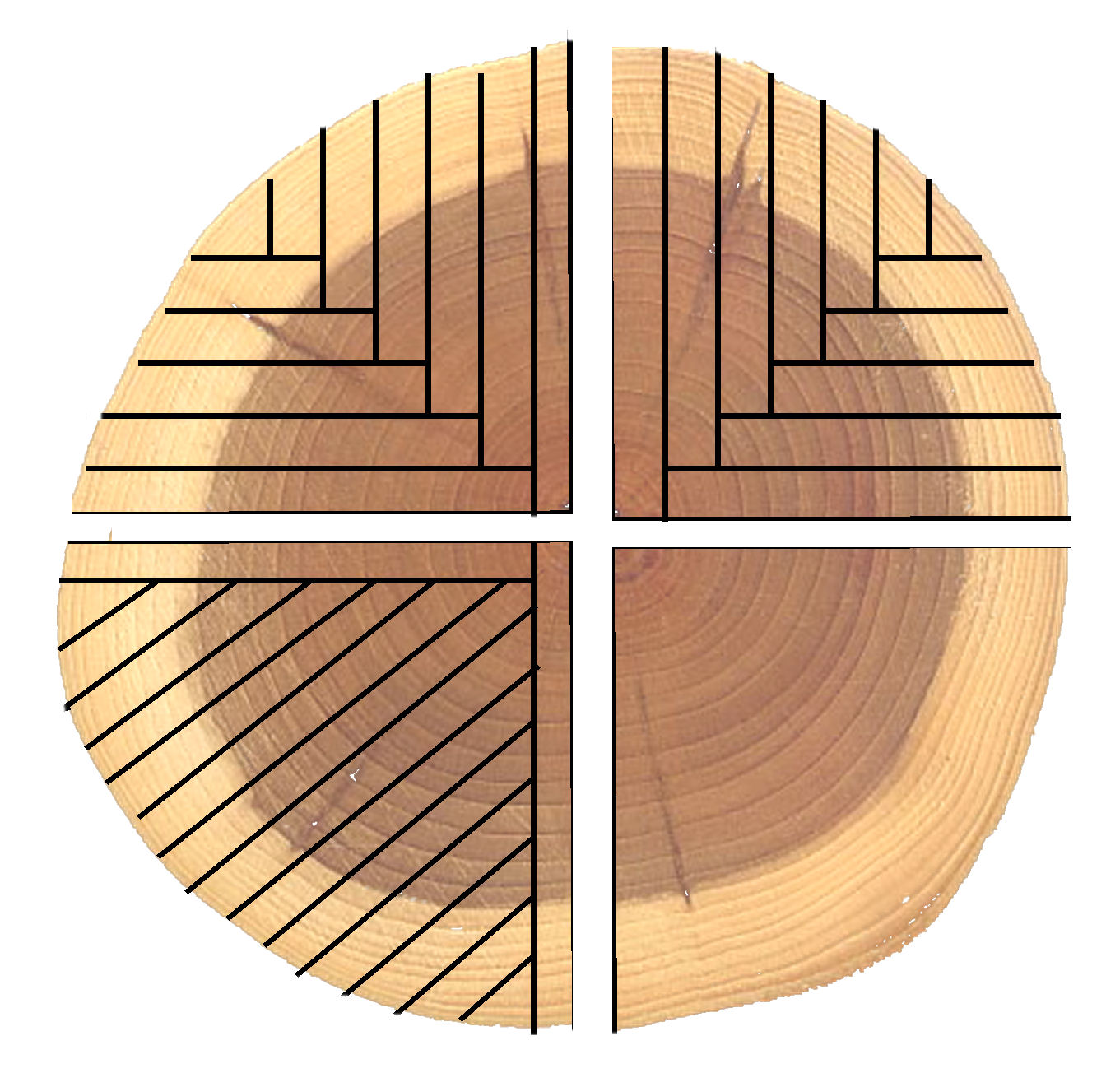
Kvarterssågning erhåller stående årsringar i virket

Beroende på hur sågsnitten läggs kan sågmetoderna benämnas blocksågning, genomsågning, kvarterssågning och stjärnsågning. Vid blocksågning sågas stocken i block. Vid genomsågning sågas alla brädor rakt genom stocken och alla brädor får vankant som får sågas bort senare. Vid kvarterssågning och stjärnsågning blir det stående årsringar på brädorna, vilket ger mindre deformation och inre spänningar vid torkning. De trekanter som blir vid stjärnsågning kan limmas för att göra en massiv träskiva. Vid sågning av lövträ och andra mer värdefulla stockar används blockbandsåg, en bandsåg med liggande eller stående sågsnitt. Bandsågar används av de flesta lövträsågverk, bandsågen har även kommit till användning som mobila sågverk.

## Biprodukter vid sågning
Vid sågningen erhålls bark, sågspån och flis som biprodukter. Bark kommer från avbarkning av stockar, sågspån vid sågning av stocken till brädor och plank och vid senare vidareförädling av dessa till läkt och reglar. Sågspån används i huvudsak som råvara för tillverkning av spånplattor eller bränslepellets, i viss mån används det som strö i djurskötseln. Flis kommer från flisning av ytor och andra biprodukter och går till produktion av pappersmassa eller till uppvärmning. Barken har tidigare deponerats i anslutning till sågverken, i viss mån har bark kunnat användas till barkmull. I och med de högre kostnaderna för fossilt bränsle har sågverkens biprodukter blivit mer begärliga till bränsle i fjärrvärmeanläggningar eller till sågverkens egen uppvärmning av torkanläggningar för sågat virke.

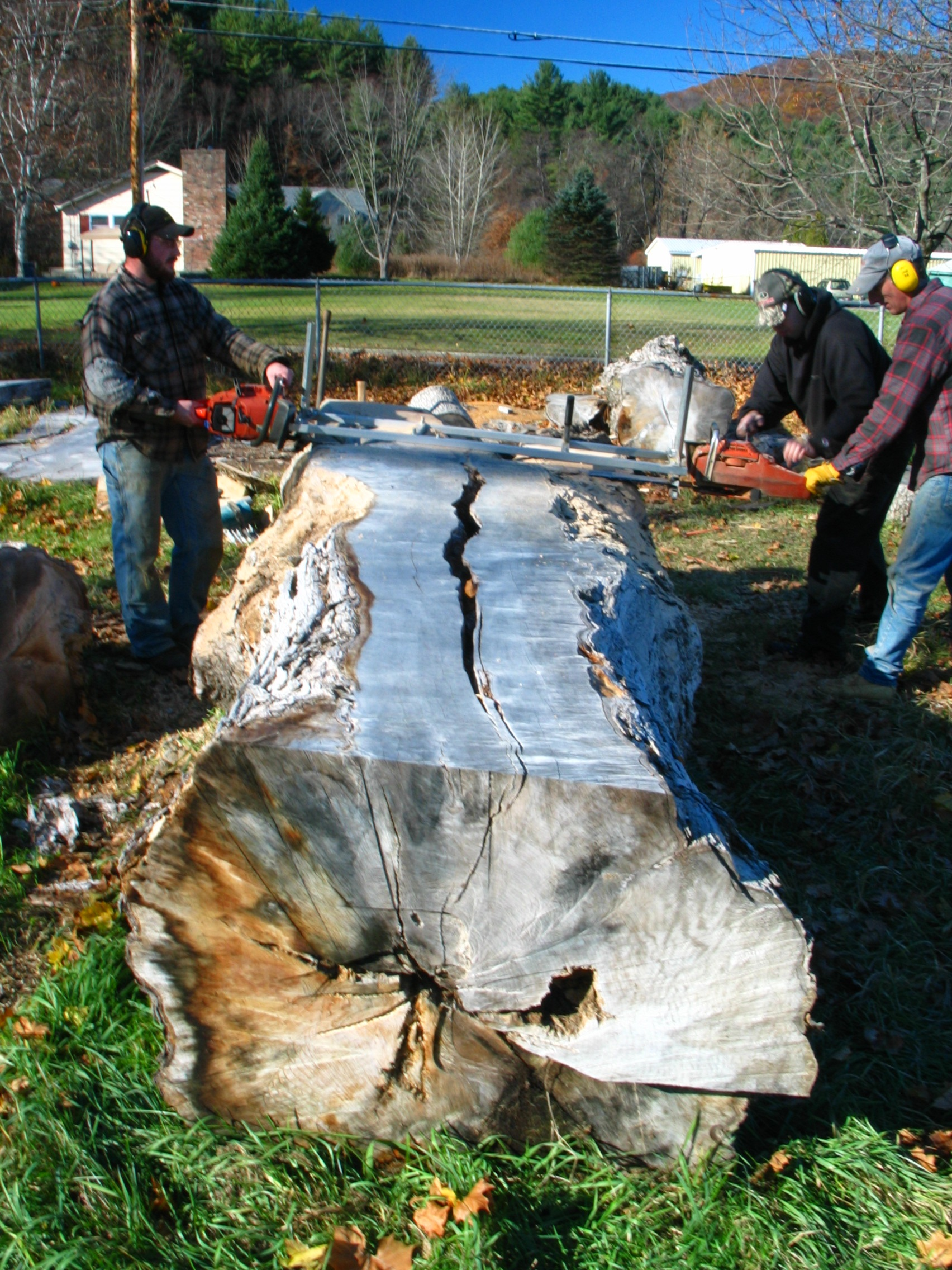
Blocksågning av grovt timmer med motorsåg

## Minisågverk
Ett minisågverk är ett flyttbart sågverk som används för sågning av plank och brädor ur stockar och som oftast kan skötas av en person. Minisågverket är även lämpligt vid tillverkning av timmerhus då en fräs som fästs på sågverket kan forma timmerblockens sidor. Sågen kan antingen vara utrustad med förbränningsmotor eller elmotor. Sågbladet kan vara band- eller cirkelsågblad eller med ett fäste för en vanlig motorsåg. Det finns flera tillverkare av minisågverk, bland annat Logosol i Härnösand, Timmersågen i Tidaholm, Bamsesågen i Skellefteå, samt Jonsered, Woodmizer, Granbergs och Woodland Mills.

## Vattensåg, ångsåg, vädersåg etc
En väsentlig aspekt av ett sågverk är driftkällan. I Sverige var sågar drivna av vattenkraft länge mest förekommande, vanligen benämnda sågkvarnar eller såge-kvarnar (till skillnad från mjölkvarnar eller mjöle-kvarnar som också var vattendrivna). Gustav Vasa anlade den första så kallade kronosågen i Kalmar på 1520-talet i syfte att förse statsmakten med virke.
Sveriges första finbladiga vattensågverk togs i drift i Kramfors 1744. Samma år tillkom Lo sågverk lite längre norrut, nära Loåns utlopp i Ångermanälven.
Senare blev ångkraften den dominerande kraftkällan. Under 1800-talet växte en rad ångsågar fram, inte minst i Norrland, där numera endast några få ångsågar finns bevarade. Främst märks ångsågen i Drängsmark, Västerbotten, som utsetts till 2007 års industriminne av Svenska industriminnesföreningen. Den första ångsågen i kommersiell drift anlades 1849 i Tunadal i Medelpad. Betydligt sparsammare var det med vädersågar, det vill säga sågverk drivna av vindkraft. De förekom bland annat på Gotland under främst 1800-talet. Genom elektricitetens genombrott uppstod nya möjligheter att effektivisera sågverksindustrin.